# Богићевић (презиме)
Богићевић су два сродна српска презимена, патроними изведени од Богић, деминутив од имена Богоје. Познате особе са овим именом су:
- Богић Богићевић, босански политичар
- Владислав Богићевић (рођен 1950), српски фудбалер
- Душан Богичевић (рођен 1990), српски веслач
- Јадранко Богичевић (рођен 1983), босански фудбалер
- Тијана Богићевић (рођена 1981), српска певачица